# Градишка
Гра́дишка (босн. і хорв. Gradiška, серб. Градишка), раніше Босанська-Градишка — прикордонне місто на північному заході Боснії і Герцеговини, на території Республіки Сербської, центр однойменної громади і субрегіону.

## Положення
Градишка розкинулася на березі Сави в області Боснійська Країна, за 40 км на північ від столиці Республіки Сербської міста Баня-Лука. На протилежному березі Сави, якою проходить боснійсько-хорватський кордон, знаходяться міста Стара Градишка і Нова Градишка.

## Історія
У середньовіччі Градишка з 1102 до 1537 року входила до складу Угорського королівства. Близько 1330 Градишка згадується як вільне містечко (варош) Градишкий Брод (Gradiški Brod). Під теперішнім іменем уперше згадується 1525 року. У добу середньовіччя Градишка мала велике значення як місце переправи через річку Сава. 1537 року місто підкорили турки. У турків Градишка була важливим портом на Саві. Після Берлінського конгресу 1878 і до 1918 року перебувала під владою Австро-Угорської імперії.
У часи Югославії місто було відоме як Босанська-Градишка. Під час Боснійської війни опинилося в утвореній тоді Республіці Сербській. Після війни Національна скупщина Республіки Сербської змінила назву, опускаючи означення «Босанська» (Bosanska — «боснійська»), як це було зроблено з багатьма іншими містами (Костайниця, Дубиця, Новий Град, Петрово, Шамац).

## Міста-побратими
- Кавала (Греція) — з 1994
- Чупрія (Сербія) — з 1999
- Болеславець (Польща) — з 2015